# Margaret Walker
Margaret Walker (Birmingham, 1915. július 7. – Chicago, 1998. november 30.) amerikai író és költő.

## Magyarul megjelent műve
- Szabadulás (Jubilee), ford. Szilágyi Tibor, versford. Petri György, Budapest: Európa, 1974; Bukarest: Kriterion, 1983